# Agapanthia asphodeli
Agapanthia asphodeli là một loài bọ cánh cứng trong họ Cerambycidae.

## Hình ảnh

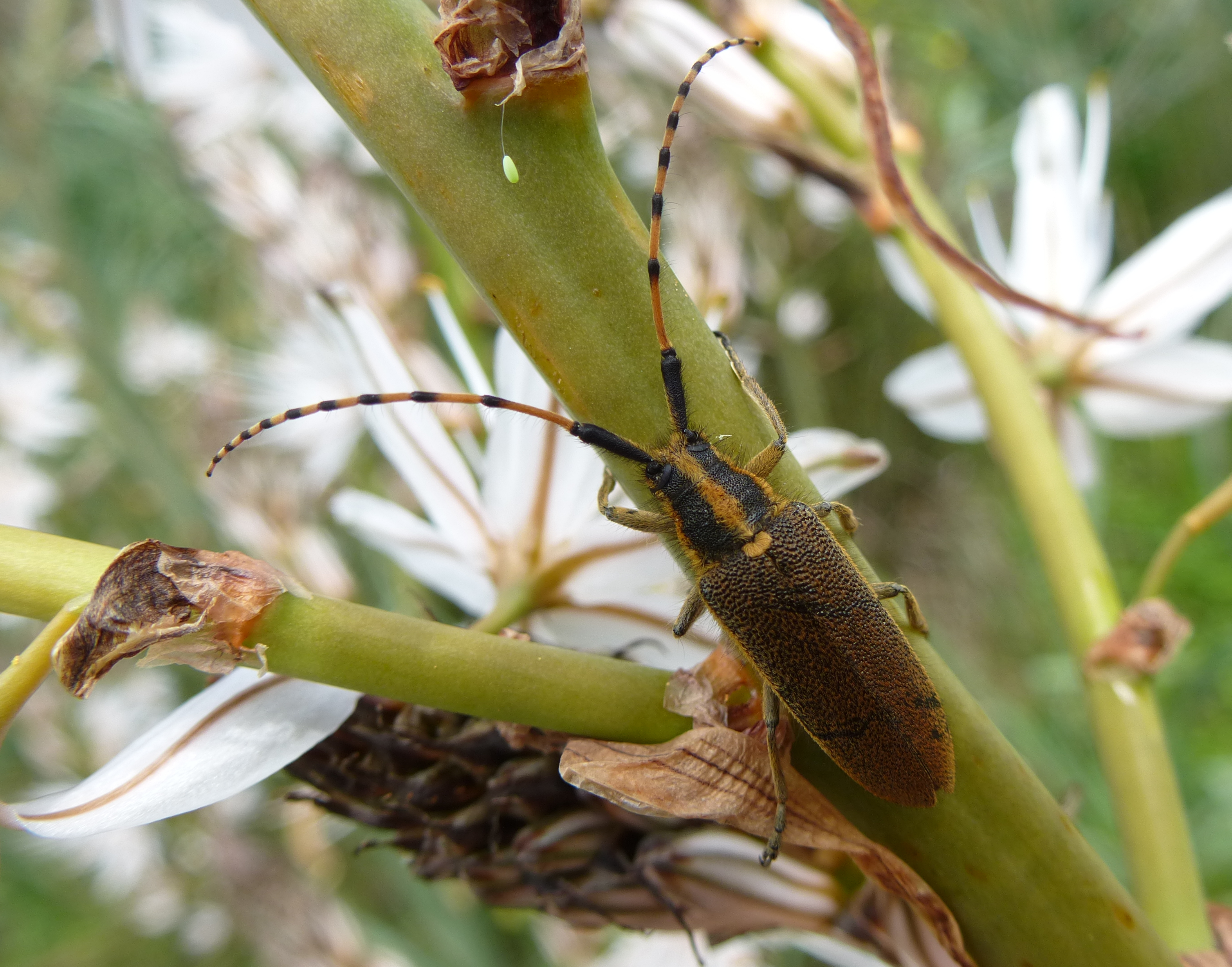
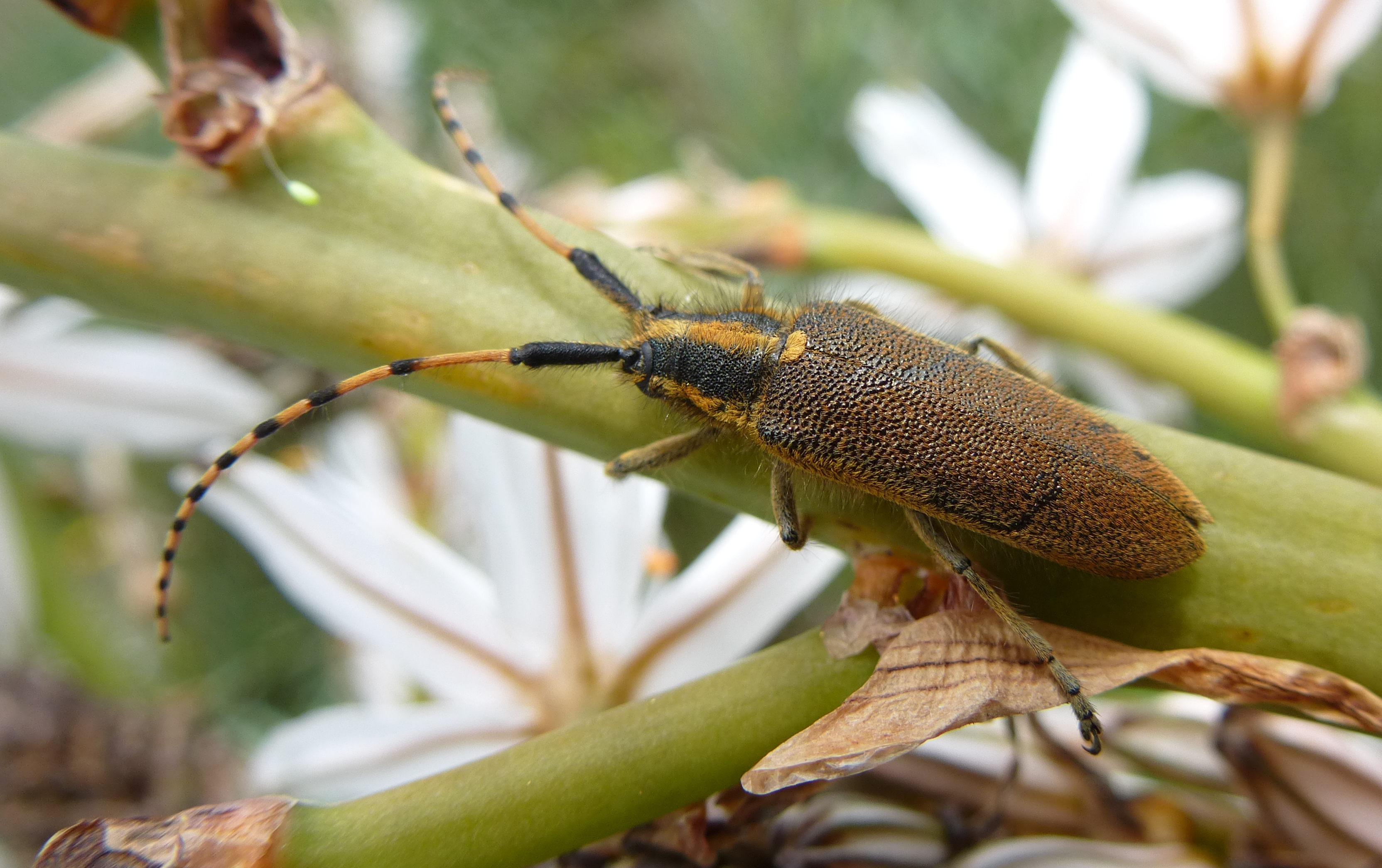